# Волока (Чернівецький район)
Воло́ка (рум. Voloca pe Derelui) — село в Україні, адміністративний центр Волоківської сільської громади Чернівецького району Чернівецької області.

## Географія
Село розташоване за 17 км від обласного центру, на березі річки Дереглуй. Селом тече струмок Храшовець, який впадає в цю річку.
Хати розкидані на численних пагорбах, кожен з яких має власну назву: Лісна, Дьялу, Шкінка, Буда, Круча, Татінілор, Холма тощо.

## Герб
Щит скошений зліва лазуровим і червоним. У першій частині золотий хрест. У другій частині золотий най. Поверх скошування срібна голка.

## Назва

### Історичні версії
За версією румунського дослідника Буковини Даніеля Веренки, назва села Волока утворилося від руського слова «вол» – «віл» . Натомість місцеве населення наприкінці XIX  століття вважало, що найменування походить від слова «волок» – «сітка для рибної ловлі», оскільки мешканці Волоки протягом багатьох років активно займалося рибальством. 
Цікаву версію запропонував Юрія Карпенко, який пов’язує назву «Волока» з лісорозробками – за аналогією з однойменним  селом Волока, що над Черемошем. Згідно з народним переказом, робітники волоком тягнули зрубану деревину до берега річки. Із словом «волок» пов’язує назву Волоки  і краєзнавець Микола Рубанець. Однак, на його думку, мова могла йти про  суходільне сполучення між річками Дереглуй і Малий Котовець, які були частинами однієї водної транспортної системи.

### Сучасна волоська версія
Навкруги село межує із селами з українською більшістю, а саме: Коровія, Великий Кучурів, Червона Діброва, Валя Кузьмина. Ці сусіди звикли здавна називати жителів села «волохами». Інші називали Волоку — «Волоска змеля» тобто країна (земля) волохів, як писав великий літописець Мирон Костін  в книзі «З молдавського роду». І слов'яни зі сходу називали дако-романів волохами. У слов'янській історіографії, територія населена румунами зазначена під назвою «Волохія». Так само, Дмитро Кантемир, відомий літописець  і правитель Молдавії, зазначає в своїй «Хроніці», що румунів називали волохами.
Найближчі та довколишні села Волоки мають багато українського населення, а в деяких населення змішане. Ці сусіди, слов'янського походження, називали жителів села теж «волохами», а село називали: Волоха або Олока. Буква  х   зі слова Волоха була легко перетворена з часом в к для того, щоб легше вимовлялося, дійшовши до назви «Волока». Таким чином, Волока або Волоха на думку сусідів означало місце або місцевість з волохами, тобто село де живуть волохи. Через окупацію Буковини австрійськими військами у 1775 році, увесь цей час, майже півтора століття, село мало печатку Woloka, яку ставили в багатьох важливих актах. Як тільки оселилася в селі румунська адміністрація, назва села була написана вже через букву к — Волока (за румунською орфографією).

## Історія

### Найдавніші письмові згадки
За переказами місцевого населення, записаними наприкінці ХІХ століття, первісне поселення Волока знаходилося в місцевості Городище. Згодом жителі переселилися на нове місце, яке мало назву Селище.. 
Ця версія підтверджується кількома історичними документами.
1 серпня 1466 року молдавський воєвода Штефан Великий видав грамоту,  якою підтвердив право Марушки, дочки боярина Михайла Місіча, на села Михайлівці, Михучани і Городище. Село Михайлівці – це нинішнє село Петричанка, Михучани – Михайлівка, а Городищем вважають давній населений пункт,  зберігся в переказах мешканців Волоки як попередник теперішнього поселення. З історичним Городищем пов’язана також історія   сусіднього села Грушівки .  
Історичне  Городище розміщувалося  біля давнього міжнародного торговельного шляху,  який в грамоті 1466 року згадується як «велика дорога», а в історичних дослідження більш відомий як Берладська дорога (Львівська дорога, Волоський шлях, Старий Берладський шлях). Від Чернівців «велика дорога» пролягала до села Козмин, що розміщувалося між нинішніми населеними пунктами Коровія і Чагор, неподалік річки Коровії, а далі повертала в південно-західному напрямку до Городища  і села Михучани (Михайлівка). 
Збереглась у документах і згадки про Селище, яке освоювали місцеві мешканці після того, як полишили Городище.  Це село згадується в грамоті від 20 червня 1438 року.   У ній йдеться, зокрема, про те, що придворний суддя Петро Гудич отримав у власність  пустелю (пущу) біля Чорного Холма, а саме «Хлубоку», а також село при дорозі, в гирлі потоку Бородач, де жив колись князь Михаїл.
Протягом багатьох років вважалося, що документ стосується першої згадки про селище (донедавна райцентр) Глибоку. Проте новітні дослідження свідчать, що запустіла місцевість під назвою «Hluboca» має безпосереднє відношення до долини «Глибока» («Хлубока»), згадуваної 1488 року під час опису меж села Козмин, і 1575 року при опису межі села Кучурів (Великий Кучурів). Це долина, розміщена біля річки Дереглуй, в районі впадіння у неї потоку Невольниця.
Назва потоку Бородач, який на території  Волоки впадає у річку Дереглуй,  збереглася до наших днів і  дозволяє  впевнено ідентифікувати село князя Михаїла. 
Під назвою Волока  село вперше згадується у грамоті воєводи Петра VI Кульгавого від 30 березня 1575 року. Документ стосується продажу поселення Кучурів (Великий Кучурів) Путнянському монастиреві. У ньому вказано, що південно-східна межа Кучурова пролягала від долини Глибока («Хлобака») «на поток за Волокою».

### Козминова Буковина
Місцевий ліс в документах кінця XV – початку XVI ст. називався «Буковиною». В грамоті від 2 лютого 1508 року зберігся межовий опис між селом Трестянець (Димка), з одного боку)  і селом Михучани (Михайлівка) разом з Городищем, з другого боку. Межа пролягала від нинішньої височини під назвою Діброва  «просто у Буковину» і на потік Дереглуй. 
Натомість найдавніші молдавські літописи, укладених ченцями Бистрицького і Путнянському монастирів, називаються цей ліс «Козминова Буковина» і  «Козминьска Буковина». Назви пов’язані з означенням місця битви 1497 року між військами польського короля  Яна Ольбрахта і молдавського воєводи Штефана Великого. Як зазначає Бистрицький літопис, Стефан-воєвода наздогнав поляків на краю Козминової Буковини, розбив їх і погнав через «Буковину Козминова» , вбиваючи і січучи.

### Штрихи до історії
Волочани були молдаванами з верхньої частини Молдови, яка на той час мала свій престол в Сучаві.
У 1774 році Волока згадується, як одне із сіл, яке належало до монастиря Путна. У зв'язку з тим, що мешканцям Волоки було далеко їздити до Путни, щоб відвозити свою частку зібраного урожаю, між ними і монахами Путни був встановлений договір: волочани платили свій внесок грішми. Це дозволяло їм бути вільними. У часи приєднання Буковини до Австрії багато жителів села належали до монастиря Путна. Спираючись на архівні дані, село Волока почало своє існування з 1574 року, в якому налічувалось 53 подвір'їв та мешкало 49 сімей.
Місцевість села горбиста. Кожен із горбів має свою назву: Лісна, Шкінка, Калічанка, Городіще, Похоря, Комора, Круча, Буда, Кліпина, Крівєц, Май, Березва, Дьялу Полонікулуй, Бородач, Козмін, Холма, Моачера, Татінілор, Шпакіу. У Волоці розвинуте сільське
господарство і тваринництво.
Вперше про Волоку можна  знайти в оповідані Ігумена  монастиря Путна Йосафа, який стверджує, що у 1488 році, одночасно з селом Коровія, на території села Великий Кучурів, виникло село Волока. З інших джерел про виникнення села можна прочитати у документі, виданому воєводою Петром Шкіопулом 30 березня 1575 року. У ньому визначено межі села Кучур: «… хай бере початок з боку Сторожинця на поляні Кріва через середину поляни і звідти до городища…. і на Тростянець… на річку Кам'яна і звідти до озера Бухуш…. і звідти вниз до річки і нижньої дороги біля Михальчі і звідти вниз до Козміна…. до річки за Волокою… і до річки за пасікою і звідти знову до річки Дереглей».
99 % населення Волоки — румуни, 1 % — українці, однак етнічних конфліктів тут ніколи не було.
Достовірний той факт, що людські поселення на території Волоки були значно раніше. Так, на одному із сільських пагорбів, котрий називається нині Городище, 1817 року було проведено розкопки. Археологи знайшли тут 8 срібних коштовностей VII століття. Зараз вони у Віденському музеї.
1775 року у селі Волока було 53 хати (нині — 988 подвір'їв). Прізвища селян походили від назв промислу, яким займався голова сім'ї, або від національності (наприклад, Іон Ротар — той, що виробляв колеса, Андрієш Рус — руська (українська) національність).
З 24 серпня 1991 року село у складі незалежної України.

## Населення
У Волоці проживає 3078 мешканців.
Національний склад населення за даними перепису 1930 року у Румунії:
| Національність | Кількість осіб | Відсоток |
| -------------- | -------------- | -------- |
| румуни         | 3505           | 97,66 %  |
| німці          | 32             | 0,89 %   |
| євреї          | 31             | 0,86 %   |
| поляки         | 19             | 0,53 %   |
| українці       | 2              | 0,06 %   |

Мовний склад населення за даними перепису 1930 року:
| Мова       | Кількість осіб | Відсоток |
| ---------- | -------------- | -------- |
| румунська  | 3502           | 97,58 %  |
| німецька   | 44             | 1,23 %   |
| польська   | 24             | 0,67 %   |
| їдиш       | 15             | 0,42 %   |
| українська | 4              | 0,11 %   |

### Мова
Розподіл населення за рідною мовою за даними перепису 2001 року:
| Мова            | Кількість | Відсоток |
| --------------- | --------- | -------- |
| румунська       | 2961      | 97.56%   |
| українська      | 63        | 2.08%    |
| російська       | 9         | 0.30%    |
| інші/не вказали | 1         | 0.06%    |
| Усього          | 3035      | 100%     |

## Цікаві факти
Волоку жартома називають весільним салоном розміром у ціле село. Про цей населений пункт неподалік від Чернівців відомо у Молдові, Італії,  Франції та навіть в Об'єднаних Арабських Еміратах, бо місцеві майстрині шиють весільні сукні, не гірше за іменитих модельєрів. Про те, що весільний бізнес є досить прибутковим, свідчать ошатні оселі та дорогі автомобілі місцевих жителів.
Однак до Волоки варто поїхати не лише аби придбати весільну сукню чи позаздрити на статки місцевих мешканців. Село має давню й багату історію, чарівну природу, у чому кореспонденти «Погляду» мали змогу переконатися особисто.
Існує легенда про те, що один заможний чоловік не мав нащадків, а тому зібрав усе своє багатство і закопав. Так з'явилася назва пагорба Комоара (укр. скарб).
До речі, до Волоки можна рушати на пошуки скарбів. За розповіддю учителя креслення місцевої школи Іван Олентерюк, молдавський воєвода Штефан чел Маре виграв битву з поляками неподалік від Волоки. Польський шляхтич, тікаючи від ворогів, утопився у болоті разом із каретою, в якій було золото. За місцевими переказами, жителі Волоки неодноразово намагалися відкопати польське добро, проте так нічого і не знайшли. За переказами, пізно вночі, на тому місці палало яскраве світло і було чути дивні звуки. Зате викопали кілька ставків, у котрих тепер розводять рибу. Поблизу села ліс, тому мешканці Волоки — завзяті грибники.

## Постаті
- Довгей Марія Прокопівна (1934—2004) — українська радянська колгоспниця, Герой Соціалістичної Праці (1958).
- Онофрейчук Віталій Георгійович (1981—2018) — сержант Збройних сил України, учасник російсько-української війни[1].
- Стратичук Олег (1910 — ?) — скрипаль, диригент і композитор.
- Роговей Паун Аурелович (нар. 1970) — український дипломат.
- Нікітович Корнелій Федорович — педагог, громадський діяч. 12.01.1943 р. н., с. Волока, Глибоцький район. Закінчив Чернівецьке педагогічне училище. Працював учителем в школі села Волока, у 1962—1966 роках навчався на філологічному факультеті Чернівецького держуніверситету. По закінченню університету викладав російську мову і літературу у Волоцькій середній школі, у 1967 році обраний другим, у 1968 році — першим секретарем Глибоцького райкому комсомолу. З 1969 року — інструктор, завідуючий кабінетом політосвіти, завідуючий відділом пропаганди і агітації Глибоцького райкому Компартії України. З 1974 року — інспектор шкіл, у 1981—1985 роках — завідуючий Глибоцьким районним відділом освіти, впродовж 1985—1994 роках — заступник завідуючого обласним відділом освіти, відтак — заступник начальника управління освіти облвиконкому, облдержадміністрації, у 1998 роках призначений заступником голови Чернівецької облдержадміністрації, керівником секретаріату, з 2000 роках — заступник голови ОДА з питань гуманітарної політики, пізніше — з питань організаційної, правової, кадрової роботи та державної служби. Обирався депутатом Чернівецької обласної ради 21-го та 22-го скликань. Був членом правління Румунського культурологічного центру «Еудосіу Гурмузакі», Нагороджений відзнакою «Почесний ветеран Буковини». Помер 5 квітня 2021 року.